# Bob Hamelin
Robert James Hamelin (né le 29 novembre 1967 à Elizabeth, New Jersey, États-Unis) est un joueur de baseball qui a évolué à la position de joueur de premier but et assumé le rôle de frappeur désigné dans les Ligues majeures de 1993 à 1998.
Avec les Royals de Kansas City, Bob Hamelin a été nommé recrue par excellence de la Ligue américaine en 1994.

## Carrière
Bob Hamelin est un choix de deuxième ronde des Royals de Kansas City en 1988. Il joue pour la première fois en Ligue majeure le 12 septembre 1993. À sa saison recrue avec les Royals en 1994, il remporte le trophée de la meilleure recrue de la Ligue américaine de baseball grâce à une première année de 24 coups de circuit et 65 points produits en seulement 101 parties jouées, durant lesquelles il maintient une moyenne au bâton de,282.
Handicapé par des blessures, il ne prend part qu'à 162 parties au cours des deux années suivantes à Kansas City et les Royals le libèrent après la saison 1996.
En 110 parties pour les Tigers de Detroit en 1997, il frappe pour,270 avec 18 circuits et 52 points produits mais abandonne le baseball après une saison 1998 passée chez les Brewers de Milwaukee.
En 497 matchs joués sur 6 saisons dans les majeures, Bob Hamelin présente une moyenne au bâton de,246 avec 313 coups sûrs, 67 circuits, 209 points produits et 179 points marqués. Utilisé à maintes reprises dans le rôle de frappeur désigné, il a aussi joué au premier but.